# アガワム (マサチューセッツ州)
アガワム（英: Agawam）は、アメリカ合衆国マサチューセッツ州のハンプデン郡にある都市。人口は2万8438人（2010年）。コネチカット川西岸、スプリングフィールドの対岸に位置している。スプリングフィールド都市圏に含まれる。この都市圏はノリッジ・コリダー（知識回廊）に続いており、ニューイングランドでは第2の大都市圏である。市内にはフィーディングヒルズという小区分があり、独自の郵便番号と郵便局を持っている。
アミューズメントパークのシックスフラッグズ・ニューイングラドが、市内のコネチカット川岸にある。
アガワムの郵便番号は 01001 であり、大陸アメリカ合衆国の中では最小の数字となっている。この時アメリカ国税庁のような特殊政府ビルの番号は別扱いである。

## 市名の由来
コネチカット川の西岸に当初あったインディアンの村がアガワムあるいはアガワナス、アガウォム、オンコワム、イグワム、オーグアムなどと呼ばれていた。「荷を卸す場所」や「魚を保存する場所」など様々にその意味が推測されており、おそらくアガワム滝でカヌーから魚を降ろし、ウェストフィールド川河口の平地で魚を保存加工したことに言及したものである。
同じくマサチューセッツ州の北東部にあるイプスウィッチ町も17世紀の大半でアガワムと呼ばれており、その地域に住んでいたアガワム族インディアンから採られていた。

## 歴史
1636年7月13日、ウィリアム・ピンチョンが地元のポコムタック族インディアンからコネチカット川両岸の土地を購入した。そこはアガワムと呼ばれ、今日のスプリングフィールド、チコピー、ロングメドウ、ウェストスプリングフィールドの町を含んでいた。アガワムの購入に要したのは10着の上着、10丁の鍬、10丁の斧、10振りのナイフ、10ファソムのワムパムだった。アガワムとウェストスプリングフィールドは1757年にスプリングフィールドから分離してスプリングフィールド・パリッシュとなった。1800年アガワムとウェストスプリングフィールドが分裂した。アガワムは1855年5月17日に町として法人化された。
1771年、ジョン・ポーターがアガワムに転入し、その9年後にはジンの醸造所を設立した。ポーターの死後、その孫であるハリーがH・ポーター醸造会社として事業を継続した。この工場は禁酒法時代の1917年に売却された。その工場内で生産されたのはポテトチップスとリンゴジュースになった。禁酒を定めたボルステッド法が撤廃され、工場では再度ジンの生産を始めたが、1938年には完全に閉鎖された。リバー道路に近いメインストリート沿いにあるこの建物はアガワムの公共事業部のガレージとして使われていたが、その後荒廃した。
南北戦争ではアガワムから172名が出征し、その内22名が戦死または戦病死した。
1874年にメインストリートとスクール通りの角に建てられた当初の町役場には、現在もある町政府の部門の他に、最初の町の図書館が建物のタワールームに入っていた。その敷地近くに小さな学校校舎があり、1年生から3年生を教えていた。この建物は1938年に解体され、敷地は現在ベンジャミン・フェルプス小学校のある場所となっている。
1906年に建てられたフィーディングヒルズ町役場は、アガワムの町役場とほとんど同じものであり、スプリングフィールド通りとサウスウェストフィールド通りの角にあった。この建物は1950年に解体され、その敷地は現在クリフォード・M・グランジャー小学校が使っている。
1930年5月29日と1931年6月1日、ボウルズ・アガワム空港が、アメリカ陸軍航空隊東部司令部からの来訪で開港された。ボウルズからの定期便は約1年間続いただけで終わった。この空港は1985年頃まで公共用途空港として運営を続けた。ボウルズ空港に隣接して、パリミューチュエル方式競馬場と観覧席および厩舎が建設された。1935年、シービスケットがアガワムでコースレコードを出してスプリングフィールド・ハンディキャップ・レースを制した。この競馬場が数年間運営された後に、パリミューチュエル方式が違法にされた。空港の方も1960年代初期に商業空港にする計画があり、スプリングフィールド市のために航空会社を誘致することが目されたが、その計画は棚上げされた。この空港と競馬場は解体され、現在は工業団地になっている。

### 事業の歴史
1801年、E・ポーター・ペパーミント醸造所、後にアガワム・ジン醸造所
1810年、現在のシックスフラッグズ・ニューイングラドのある場所に綿糸工場が建設された
1812年、アガワム毛織物工場がエルム通りに建てられた。火事を出した後の1889年にレンガ造りで再建され、現在も残っている。1949年に会社は畳んだ
シックスフラッグズ・ニューイングラド、元リバーサイド・アミューズメントパーク、1840年にはピクニック用林として始まっていた。1940年にアミューズメントパークとして開始した。NASCARのレース場であるリバーサイドパーク・スピードウェイは1948年から2000年までリバーサイドパークの一部だった。リバーサイドパークは1996年にシックスフラッグズに売却された。
1952年、ステイシー・マシーン社がメインストリート沿いで新しい工場となり、特殊印刷機械を製造することで知られた。後にキッダー・ステイシーと呼ばれ、1990年代に閉鎖されたが、メインストリートの工場は今も残っている。
1953年、NBC系列のテレビ局WWLPが、フィーディングヒルズのプロビン山にスタジオと送信設備を備えて放送を開始した。

## 地理

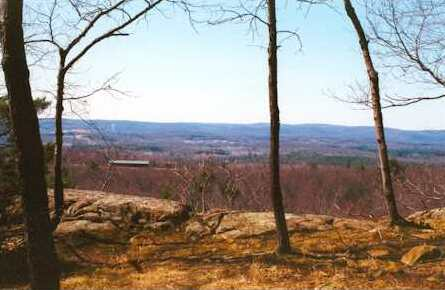
アガワム市内の最高地点、プロビン山からの眺め

アガワム市は北緯42度4分19秒 西経72度38分39秒 / 北緯42.07194度 西経72.64417度 (42.071961, -72.644097)に位置している。
アガワムは北にウェストスプリングフィールド市、西にサウスウィック町、東にロングメドウ町、北東にスプリングフィールド市、南にコネチカット州サフィールド町と接している。ウェストフィールド市も北西に接している。
アメリカ合衆国国勢調査局に拠れば、市域全面積は24.2平方マイル (63 km2)であり、このうち陸地23.2平方マイル (60 km2)、水域は1.0平方マイル (3 km2)で水域率は4.09%である。
アガワム市内の最高地点は標高640フィート (195 m) のプロビン山であり、イースト山の一部と共に市の西側境界になっている。どちらにもメタコメット・モナドノック・トレイルが通り、ロングアイランド湾からバーモント州境近くまで伸びる山岳性トラップロックの尾根となっているメタコメット山地の一部となる。
アガワム市内にはフィーディングヒルズと呼ばれる小区分があり、サウスウィックとウェストフィールド、およびコネチカット州サフィールドと境を接している。アガワムとの境は主にライン通りであり、郵便番号は01030である。

## 人口動態
以下は2010年国勢調査による人口統計データである。
| 基礎データ - 人口: 28,144 人 - 世帯数: 11,260 世帯 - 家族数: 7,462 家族 - 人口密度: 467.6人/km2（1,210.9 人/mi2） - 住居数: 11,659 軒 - 住居密度: 193.7軒/km2（501.6 軒/mi2） 人種別人口構成 - 白人: 96.71% - アフリカン・アメリカン: 0.91% - ネイティブ・アメリカン: 0.17% - アジア人: 0.98% - 太平洋諸島系: 0.01% - その他の人種: 0.43% - 混血: 0.80% - ヒスパニック・ラテン系: 1.83% 年齢別人口構成 - 18歳未満: 22.1% - 18-24歳: 6.5% - 25-44歳: 29.7% - 45-64歳: 25.1% - 65歳以上: 16.7% - 年齢の中央値: 40歳 - 性比（女性100人あたり男性の人口） - 総人口: 90.5 - 18歳以上: 86.9 | 世帯と家族（対世帯数） - 18歳未満の子供がいる: 28.9% - 結婚・同居している夫婦: 53.4% - 未婚・離婚・死別女性が世帯主: 9.8% - 非家族世帯: 33.7% - 単身世帯: 28.0% - 65歳以上の老人1人暮らし: 11.3% - 平均構成人数 - 世帯: 2.43人 - 家族: 3.01人 収入と家計 - 収入の中央値 - 世帯: 49,390米ドル - 家族: 59,088米ドル - 性別 - 男性: 40,924米ドル - 女性: 30,428米ドル - 人口1人あたり収入: 22,562米ドル - 貧困線以下 - 対人口: 5.6% - 対家族数: 4.3% - 18歳未満: 6.7% - 65歳以上: 7.5% |

## 市政府
アガワムは市の形態の政府を申請し認証されながら、その公式名には「町」を残すことを望むことで、マサチューセッツ州内14自治体の1つである。市長は市の指導者として選出される。市政委員会は市全体を選挙区に選ばれる11人の委員で構成され、市政府の立法府機能を持っている。
アガワム市はアメリカ合衆国下院議員を選ぶマサチューセッツ州第2選挙区に属し、州議会では第1ハンプデンおよびハンプシャー選挙区に入っている。
| 2008年10月15日時点での登録有権者と政党支持の構成 | 2008年10月15日時点での登録有権者と政党支持の構成 | 2008年10月15日時点での登録有権者と政党支持の構成 |
| 政党                                             | 登録有権者                                       | 構成比                                           |
| ------------------------------------------------ | ------------------------------------------------ | ------------------------------------------------ |
| 民主党                                           | 6,259                                            | 30.88%                                           |
| 共和党                                           | 3,161                                            | 15.60%                                           |
| 無党派                                           | 10,697                                           | 52.78%                                           |
| 少数政党                                         | 152                                              | 0.75%                                            |
| 合計                                             | 20,269                                           | 100%                                             |

## 図書館
アガワム自由公共図書館は1891年に設立された。初代の図書館はアガワムとフィーディングヒルズの各町役場の中、および北アガワムのミッテナギュ学校にあった部屋を使っていた。1904年の火事でミッテナギュ学校とそこにあった本の全てが焼失した後、フレッド・P・ハラデイが北アガワムの土地と建物を寄付して図書館として使わせた。1925年、ミナーバ・ポーター・デイビスがアガワム・センターの建物を寄付し、町のその部分の図書館とするようにして、アガワム町役場の中の部屋に代わるものとした。フィーディングヒルズの図書館支所は町役場とは通り向かいの建物に移転し、町役場はグランジャー学校を造るための場所を提供するために解体された。1978年、図書館はクーパー通り沿いの高校に隣接する新しい建物に統合された。
2008会計年度、アガワム市はその予算の 1.39% (923,113ドル) を公共図書館に使用し、人口1人当たりでは32ドルほどになった。

## 教育
- ベンジャミン・J・フェルプス小学校 – 南に面したホール前に「テンピス・フュージット」の日時計がある
- クリフォード・M・グランジャー小学校
- ジェイムズ・クラーク小学校
- ロビンソン・パーク小学校
- ロバート・G・ドーリング中学校 – 1929年建設、初めは高校として使われ、後にジュニア高校、現在中学校と変わってきた
- アガワムジュニア高校 – 1973年建設
- アガワム高校 – 1955年建設

## 見どころ

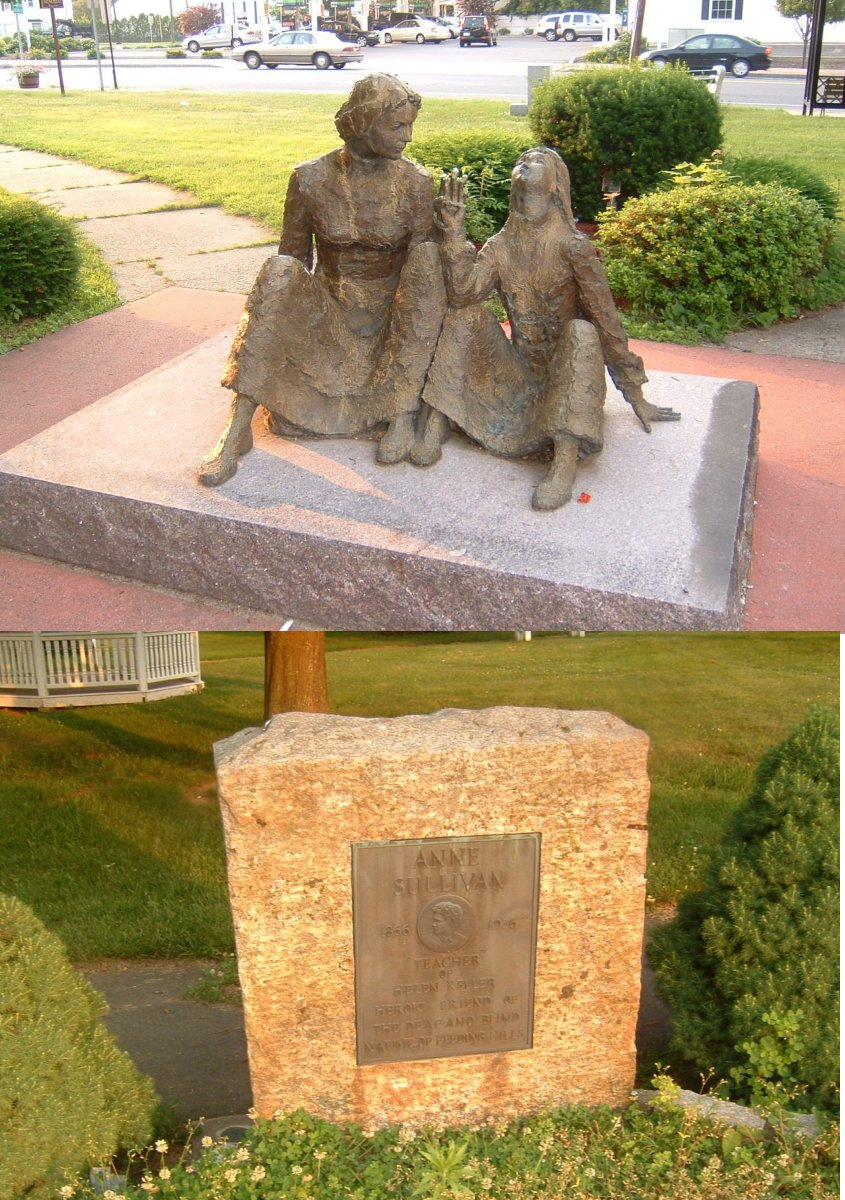
アン・サリヴァン記念碑、フィーディングヒルズにある

- アガワム歴史協会が、エルム通り35でアガワム歴史と消防家屋博物館、フィーディングヒルズのノースウェスト通り251でトマス・スミス邸を運営している
- アン・サリヴァン記念碑 - フィーディングヒルズで生まれたヘレン・ケラーの先生、アン・サリヴァンに捧げる標識と記念碑がある。スプリングフィールド通りとサウスウェストフィールド通りの角にある
- マサチューセッツ退役兵記念墓地、メインストリート近くにある[24]
- ベトナム戦争、第二次世界大戦、第一次世界大戦、アメリカ独立戦争あるいは米西戦争で死んだアガワム市民の一連の銘板、ベンジャミン・J・フェルプス小学校で展示されている
- 110 マイル (176 km) のメタコメット・モナドノック・トレイル（ハイキング道）、アガワム西部のプロビンやまの尾根を通っている
- ロビンソン州立公園、細長い、都市型の広さ852エーカー (3.45 km²) の公園、入り口はノース通りにある
- シックスフラッグズ・ニューイングラド、ニューイングランド最大のアミューズメントパーク

## 著名な出身者
- クレイトン・エイブラムス、アメリカ陸軍軍人、ベトナム戦争を指揮した[25]
- エディ・ショア、プロのアイスホッケー選手、NHLボストン・ブルーインズ、AHLのスプリングフィールド・インディアンスを長い間所有していた。アイス・カペイズの設立メンバー
- アン・サリヴァン、ヘレン・ケラーの家庭教師[26]